# Amalia Avia
Amalia Avia Peña (Santa Cruz de la Zarza, Toledo, 23 de abril de 1930 - Madrid, 30 de marzo de 2011) fue una pintora figurativa española.

## Biografía
Amalia Avia pasó su infancia y primera juventud entre Madrid y el pueblo, marcada por el dolor de la guerra. Su carrera como pintora empezó en los años 50 en el estudio de Eduardo Peña en Madrid. Conoció en la Real Academia de Bellas Artes de San Fernando, en Madrid, a muchos de sus amigos y posteriores compañeros de generación: Antonio López García, Julio López Hernández, Francisco López Hernández, Isabel Quintanilla, Esperanza Parada, Carmen Laffon, Joaquín Ramo, Enrique Gran y Lucio Muñoz, con el que se casó en 1960.
Realizó su primera exposición individual en la Galería Fernando Fe de Madrid. En 1964 entró en la legendaria Galería Juana Mordó, y en 1972 en la Galería Biosca, ambas de Madrid. Participó en numerosas exposiciones sobre el realismo español por todo el mundo. En 1978 se le concedió el premio Goya de la Villa de Madrid. En 1992 se celebró una gran exposición ("Otra realidad. Compañeros en Madrid") sobre el grupo de amigos, tanto realistas como abstractos que surgió en torno a la Academia de Bellas Artes de San Fernando.
En 1997, realizó una gran exposición antológica en el Centro Cultural de la Villa de Madrid y se le concedió la Medalla del Mérito Artístico del Ayuntamiento de Madrid. En 2004 publicó sus memorias De puertas adentro, con notable éxito en el mundo del arte. Su pintura realista se centró principalmente en la ciudad de Madrid, de las que retrató sus calles, sus comercios y las fachadas deterioradas por el paso del tiempo. La primera época de su pintura tuvo un componente más social, con presencia de la figura humana, que poco a poco fue desapareciendo. La propia artista reconoció en numerosas ocasiones que no era una pintura hiperrealista y que no era la perfección técnica lo que más le preocupaba, sino ser capaz de reflejar la huella de lo humano, de esas otras vidas anónimas que tanto le atraían. En los años ochenta empezó a trabajar también en interiores. A su obra sobre tabla hay que añadir una larga trayectoria como grabadora.
Sobre su obra han escrito, entre otros muchos Camilo José Cela, Francisco Umbral, Francisco Nieva, Juan Manuel Bonet o Francisco Calvo Serraller. Camilo José Cela dijo de Amalia Avia que era la pintora de las ausencias, la amarga cronista del "por aquí pasó la vida marcando su amargura e inevitable huella de dolor".
Falleció el 30 de marzo de 2011 en Madrid.

## Legado

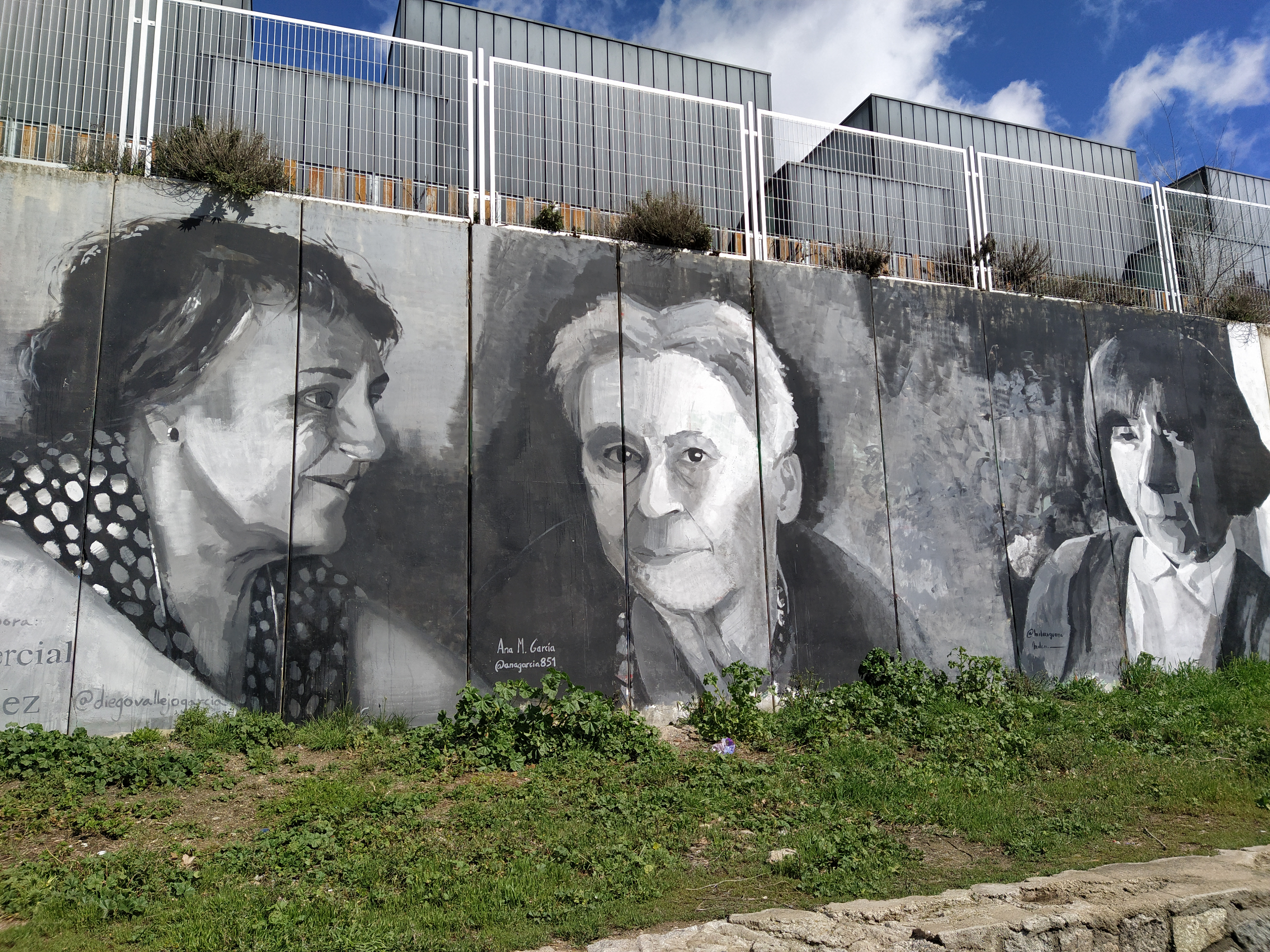
Homenaje a Amalia Avia (junto con otras pintoras) en el Mural de las pintoras en Ávila

En 2013 el director de escena José Carlos Plaza decidió homenajear a Amalia Avia inspirándose en sus pinturas para crear la escenografía de las zarzuelas Los amores de la Inés de Manuel de Falla y La verbena de la Paloma de Tomás Bretón, con las que se inauguraba la temporada en el Teatro de la Zarzuela de Madrid. Coincidiendo con estas representaciones, la Real Academia de Bellas Artes de San Fernando organizó una exposición con obras de la pintora.
En otoño de 2022 se realiza una exposición antológica de la artista en Madrid, comisariada por la historiadora del arte Estrella de Diego, que incluye cuadros localizados tras un llamamiento por parte de su familia en las redes sociales para localizar parte de su obra.